# Losgna ursula
Losgna ursula är en stekelart som beskrevs av Heinrich 1965. Losgna ursula ingår i släktet Losgna och familjen brokparasitsteklar. Inga underarter finns listade i Catalogue of Life.